# Mammillaria angelensis
Mammillaria angelensis (укр. Мамілярія ангеленсіс, Мамілярія ангельська) — кактус з роду мамілярія.

## Етимологія
Видова назва цього кактуса походить від місця, де вперше була знайдена ця Мамілярія — острів Ангела-охоронця (ісп. Angel de la Guarda).

## Синоніми
- Ebnerella angelensis (R.T.Craig) Buxb. 1951
- Chilita angelensis (R.T.Craig) Buxb. 1954
- Mammillaria dioica subsp. angelensis (R.T.Craig) D.R.Hunt 1998

## Біологічний опис
Зазвичай ростуть поодиноко, іноді рослини групуються навколо основи маточної рослини.
| Орган              | Опис |
| Коріння            | |
| Стебло             | від кулястого до коротко-циліндричного, до 15 см заввишки, 6 см в діаметрі. |
| Епідерміс          | |
| Маміли             | конічні, синьо-зелені. |
| Ареоли             | |
| Аксили             | з щільним пухом, особливо в області цвітіння і 15-ю або більш білими, жорсткими, хвилястими щетинками, до 10 мм завдовжки. |
| Центральні колючки | 3-4, прямі, глянцеві, пурпурово-коричневі з світлішою основою, від 8 до 15 мм завдовжки; нижні центральні колючки з гачком на кінці, довші і вертикальні; інші центральні колючки прямі, зливаються з радіальними — тому погано помітні і відрізняються від радіальних тільки насиченішим кольором і тим, що сильніші. |
| Радіальні колючки  | 16-20, білі, іноді зі світло-коричневими кінцями, прямі, гладкі й рівні, жорсткі, завдовжки 5-10 мм, нижні довші. |
| Квіти              | до 20 мм завдовжки, 30 мм у діаметрі або більше, зустрічається дві форми квітів: - перша форма — це квіти білого кольору з рожевими центральними прожилками і кінцями на зовнішніх пелюстках, які часто вузькі і розведені на досить великі відстані; - друга форма квітів має набагато більш насичене забарвлення — темно-рожеві пелюстки з темно-червоно-коричневими центральними прожилками; приймочки маточки на обох формах — жовтувато-коричнево-зелені. |
| Бутони             | |
| Зовнішні пелюстки  | |
| Внутрішні пелюстки | |
| Тичинки            | |
| Маточка            | |
| Плоди              | червоні. |
| Насіння            | чорне. |

## Ареал
Мексика, Нижня Каліфорнія на острові Isla Angel de la Guarda в Каліфорнійській затоці, на висоті до 300 м від рівня моря, останні знахідки на острові Isla Ventana (Isla de Cabeza de Caballo), і зрідка на прилеглій території Каліфорнійського півострова.

## Систематика
Девід Гант нещодавно звів цей та інший острівний вид, Mammillaria estebanensis, до підвиду Mammillaria dioica. Однак, вони живуть ізольовано на островах Каліфорнійської затоки, лише з нечастими випадками знахідок на материку. Крім того, у них абсолютно індивідуальний зовнішній вигляд, набутий за багато років. Згідно із сучасною класифікацією Андерсона Мамілярія ангеленсіс виділена в окремий вид.

## Утримання та догляд
Як і з багатьма маммілляріями з ряду Ancistracanthae, культивування Мамілярія ангеленсіс — досить складне заняття, і великими рослини виростають рідко.
Рекомендується саджати в дуже пористу піщану суміш.
Потрібно використовувати невеликий посуд — не більше ніж потрібно для тонкої і крихкої кореневої системи рослини.
Не можна, що б корені часто й подовгу перебували у вологому ґрунтовому субстраті — він повинен досить швидко просихати.
У культивуванні стебло набагато менше заввишки і більше в діаметрі, ніж у природі.